# ناحیه فلتون، شهرستان کلی، مینه سوتا
ناحیه فلتون (به انگلیسی: Felton Township) یک منطقهٔ مسکونی در ایالات متحده آمریکا است که در شهرستان کلی، مینه‌سوتا واقع شده‌است.
 ناحیه فلتون ۹۱٫۳ کیلومتر مربع مساحت و ۱۰۸ نفر جمعیت دارد و ۲۷۷ متر بالاتر از سطح دریا واقع شده‌است.